# バズリズム02
『バズリズム』（英字表記: BUZZ RHYTHM）は、2015年4月4日から日本テレビ系列で放送されている音楽番組。バカリズムの冠番組でもある。
開始当初は『バズリズム』として毎週土曜 0:30 - 1:30（金曜深夜）に放送されていた。2017年10月7日からは『バズリズム02』（バズリズムツー）に改題の上、放送時間を毎週土曜 0:59 - 1:59（金曜深夜）に繰り下げた。

## 出演者
表記がない人物は、日本テレビアナウンサー。
MC
- バカリズム（お笑いタレント）

2016年1月9日未明（8日深夜） - 4月2日未明（1日深夜）の間、テレビ東京の裏番組『ウレロ☆無限大少女』出演のため放送が重複する時間（テレビ東京が通常編成での場合、0:52 - 1:23）が生じる場合、日本テレビアナウンサーが代理出演していた。
2022年3月5日はバカリズムに代わり、フジファブリックの山内総一郎がMCを担当し、UNICORNの奥田民生と対談した。
進行
- 市來玲奈（2021年10月16日 - ）[6]

過去の出演者
- マギー（モデル）（2015年4月4日 - 2018年3月31日）

MC。開始当初の3週間は別仕事のロケのため、スタジオ収録を欠席。
- 佐藤梨那（2017年10月7日 - 2020年3月28日）

『-02』より参加。2018年4月7日より進行。
- 滝菜月（2020年4月4日 - 2021年10月9日）

進行。

## 歴代テーマ曲

### オープニングテーマ

#### 2015年
- 4月：浜崎あゆみ「Last minute」
- 5月：いきものがかり「あなた」
- 6月：Mayday「YOUR LEGEND 〜燃ゆる命〜」
- 7月：lol「fire!」
- 8月：EDGE of LIFE「Summer Shade」
- 9月：FTISLAND「PUPPY」
- 10月：SUPER JUNIOR-D&E「Let's Get It On」
- 11月：lol「ladi dadi」
- 12月：Aldious「THE END」

#### 2016年
- 1月：TRUSTRICK「beloved」
- 2月：新山詩織「隣の行方」
- 3月：PrizmaX「UP<UPBEAT」
- 4月：やなぎなぎ「ターミナル」
- 5月：lol「Spank!!」
- 6月：callme「Confession」
- 7月：ACE OF SPADES feat.登坂広臣「SIN」
- 8月：La PomPon「想い出の九十九里浜」
- 9月：callme「Sing a long」
- 10月：BRADIO「Back To The Funk」
- 11月：lol「bye bye」
- 12月：SKY-HI「Double Down」

#### 2017年
- 1月：w-inds.「We Don't Need To Talk Anymore」
- 2月：dustbox「Dive」
- 3月：フェアリーズ「Synchronized 〜シンクロ〜」
- 4月：lol「girlfriend」
- 5月：サンボマスター「オレたちのすすむ道を悲しみで閉ざさないで」
- 6月：LiSA「LiTTLE DEViL PARADE」
- 7月：SUPER JUNIOR-YESUNG「Splash」
- 8月 : Lead 「Beautiful Days」
- 9月：あゆみくりかまき「絆ミックス」
- 10月：BRADIO「LA PA PARADISE」
- 11月：桐嶋ノドカ「言葉にしたくてできない言葉を」
- 12月：lol「アイタイキモチ」

#### 2018年
- 1月：Da-iCE「TOKYO MERRY GO ROUND」
- 2月：MAG!C☆PRINCE「Best My Friend」
- 3月：祭nine.「HARE晴れカーニバル」
- 4月：NGT48「春はどこから来るのか?」
- 5月：go!go!vanillas「SUMMER BREEZE」
- 6月：天月-あまつき-「イデア」
- 7月：lol「love & smile」
- 8月：東方神起「Road」
- 9月：倉木麻衣「花言葉」
- 10月：GFRIEND「Memoria」
- 11月：lol「trigger」
- 12月：BOYS AND MEN「男気・夢・音頭」

#### 2019年
- 1月：みやかわくん「略奪」
- 2月：iKON「LOVE SCENARIO」
- 3月：はちみつロケット「忠犬ハチ公」
- 4月：みやかわくん「LiBERO」
- 5月：ONE N' ONLY「Dark Knight」
- 6月：宮川愛李「欠落カレンドラ」
- 7月：そらる「海中の月を掬う」
- 8月：ぜんぶ君のせいだ。「Antilyours」
- 9月：當山みれい「もしも feat. まるりとりゅうが」
- 10月：ONE N' ONLY「Category」
- 11月：=LOVE「ズルいよ ズルいね」
- 12月：ぜんぶ君のせいだ。「When you 2 WANT」

#### 2020年
- 1月：TOMORROW X TOGETHER「9と4分の3番線で君を待つ（Run Away）[Japanese Ver.]」
- 2月：崎山つばさ「桜時雨」
- 3月：CUBERS「WOW」
- 4月：ONE N' ONLY「Shut Up! BREAKER」
- 5月：オメでたい頭でなにより「頑張っていきまっしょい」
- 6月：mahina「everybay」
- 7月：NOISEMAKER「Better Days」
- 8月：GARNiDELiA「Star trail」
- 9月：Super Break Dawn「DREAM GIRL」
- 10月：安斉かれん「GAL-TRAP」
- 11月：祭nine.「轟け、獅子太鼓」
- 12月：majiko「世界一幸せなひとりぼっち」

#### 2021年
- 1月：BMK「モンスターフライト」
- 2月：ファーストサマーウイカ「カメレオン」
- 3月：NIGHTMARE「cry for the moon」
- 4月：ぜんぶ君のせいだ。「WORLD END CRISIS」
- 5月：HAND DRIP「言えない」
- 6月：This is LAST「ポニーテールに揺らされて」
- 7月：Little Black Dress「夏だらけのグライダー」
- 8月：26時のマスカレイド「メロサマ」
- 9月：climbgrow「夢路の果て」
- 10月：はちみつBLACK「BLACK RING」

### エンディングテーマ

#### 2015年
- 4月：SUPER JUNIOR-D&E「Saturday Night」
- 5月：平井大「Summer Queen」
- 6月：シクラメン「SKYWALKER」
- 7月：Doll☆Elements「君のオモイ届けたい」
- 8月：0.8秒と衝撃。「虹色の言葉」
- 9月：ROACH「ワイヤード」
- 10月：MACO「Kiss」
- 11月：コレサワ「あたしを彼女にしたいなら」
- 12月：Hysteric Lolita「Voice For Voice」

#### 2016年
- 1月：飯田里穂「KISS! KISS! KISS!」
- 2月：SHE'S「Un-science」
- 3月：anderlust「帰り道」
- 4月：nowisee「美学」
- 5月：The Winking (O)wl「Bloom」
- 6月：OLDCODEX「Anthem」
- 7月：新山詩織「あたしはあたしのままで」
- 8月：UNIONE「One Sided Love」
- 9月：コレサワ「J-POP」
- 10月：UNIONE「未来DELIGHT」
- 11月：山猿「DREAMER」
- 12月：B.A.P「FLY HIGH」

#### 2017年
- 1月：Boys Republic「Closer 〜 キスまでどれくらい?」
- 2月：The Super Ball「明日、君の涙が止む頃には」
- 3月：Def Will「あなたという明日」
- 4月：DEVIL NO ID「Sweet Escape」
- 5月：M!LK「テルネロファイター」
- 6月：FAKY「Someday We'll Know」
- 7月：MY FIRST STORY「この世界で一番の幸せ者にする事など出来ないかもしれないけど…」
- 8月 : OLDCODEX 「Where'd They Go?」
- 9月：ぜんぶ君のせいだ。「無題合唱」
- 10月：coldrain「ENVY」
- 11月：Cellchrome「Don't Let Me Down」
- 12月：DROP DOLL「未完成なDreamer」

#### 2018年
- 1月：やなぎなぎ「夜明けの光をあつめながら」
- 2月：Crossfaith「Wipeout」
- 3月：眩暈SIREN「ジェンガ」
- 4月：A9「UNREAL」
- 5月：PassCode「Ray」
- 6月：Hump Back「拝啓、少年よ」
- 7月：BRADIO「Boom! Boom! ヘブン」
- 8月：コレサワ「彼氏はいません今夜だけ」
- 9月：GANG PARADE「CAN'T STOP」
- 10月：DEVIL NO ID「BEAUTIFUL BEAST」
- 11月：祭nine.「がってんShake!」
- 12月：森本ナムア「永遠の誓いfeat.武井勇輝」

#### 2019年
- 1月：GANG PARADE「LAST」
- 2月：風男塾「ツバメ」
- 3月：GIRLFRIEND「ヒロインになりたい」
- 4月：GANG PAREDE「ブランニューパレード」
- 5月：神様、僕は気づいてしまった「20XX」
- 6月：dps「あの頃は何もわからなかった (with Marty Friedman)」
- 7月：星歴13夜「ヨクトアステリズム」
- 8月：26時のマスカレイド「ちゅるサマ!」
- 9月：Pimm's「Like a Sunflower」
- 10月：GANG PARADE「らびゅ」
- 11月：ももすももす「アネク ドット」
- 12月：バンドハラスメント「一目惚れ」

#### 2020年
- 1月：卒業☆星「Happy End」
- 2月：転校少女*「情熱リボルバー」
- 3月：風男塾「ミュージック」
- 4月：Aldious「I Wish for You」
- 5月：wyse「Last Letter」
- 6月：the Raid.「キミプリ」
- 7月：星歴13夜「Baby Baby Cupid」
- 8月：26時のマスカレイド「君は青のままで」
- 9月：愛乙女☆DOLL「真夏イリュージョン」
- 10月：ベリーグッドマン「アイカタ」
- 11月：神宿「明日、また君に会える」
- 12月：アイドルカレッジ「GOES ON」

#### 2021年
- 1月：さくらシンデレラ「初恋キャンディ」
- 2月：TFG「瞬間」
- 3月：TRiDENT「IMAGINATION」
- 4月：BRADIO「愛を、今」
- 5月：fuzzy knot「こころさがし」
- 6月：ぜんぶ君のせいだ。「Cult Scream」
- 7月：CANDY GO!GO!「Understter」
- 8月：さくらシンデレラ「Be mermaid」
- 9月：アイドルカレッジ「無我夢中Days」
- 10月：ナナランド「開花宣言!」

## 音楽作品
『バカリズムと』名義でアリオラジャパンから配信限定シングルとして発売。
|     | 発売日         | タイトル                                  | 備考                                            |
| --- | -------------- | ----------------------------------------- | ----------------------------------------------- |
| 1st | 2017年8月26日  | 「いくらだと思う?」って聞かれると緊張する | ハタリズム（秦基博+バカリズム）                 |
| 2nd | 2017年9月30日  | 白が人気                                  | ミズノリズム（水野良樹+バカリズム）             |
| 3rd | 2018年12月1日  | 多目的スペースのバラード                  | 大原バカリ子（大原櫻子+バカリズム）             |
| 4th | 2019年11月10日 | Tie up                                    | フジファブリズム（フジファブリック+バカリズム） |

## バズリズム LIVE
特記以外すべて横浜アリーナで開催。
|                                                            | 1日目 | 2日目 | 3日目                                                                                              |
| ---------------------------------------------------------- | --- | --- | -------------------------------------------------------------------------------------------------- |
| バズリズム LIVE 2015 （2015年11月7日・8日）                | - KANA-BOON - GOT7 - JUNHO - DOBERMAN INFINITY - ナオト・インティライミ - 秦基博 | - androp - GENERATIONS from EXILE TRIBE - SPYAIR - でんぱ組.inc - UNISON SQUARE GARDEN - WANIMA               | |
| バズリズム LIVE 2016 （2016年11月5日・6日）                | - The Winking Owl - UVERworld - 04 Limited Sazabys - MAN WITH A MISSION - Mrs. GREEN APPLE - WANIMA | - いきものがかり - SPYAIR - back number - ファンキー加藤 - Fear, and Loathing in Las Vegas - wacci            | |
| バズリズム LIVE 2017 （2017年11月4日・5日）                | - 大原櫻子 - GENERATIONS from EXILE TRIBE - ナオト・インティライミ - Mrs. GREEN APPLE - yonige - Little Glee Monster - ハタリズム（秦基博+バカリズム） | - UVERworld - BLUE ENCOUNT - My Hair is Bad - Lenny code fiction - WANIMA                                     | |
| バズリズム LIVE 2018 （2018年11月3日・4日）                | - あいみょん - sumika - CHAI - Fear, and Loathing in Las Vegas - MAN WITH A MISSION - 大原バカリ子（大原櫻子+バカリズム） | - SUNNY CAR WASH - BiSH - 04 Limited Sazabys - ポルノグラフィティ - My Hair is Bad - UNISON SQUARE GARDEN     | |
| バズリズム LIVE 2019 （2019年11月9日・10日）               | - ［Alexandros］ - 神様、僕は気づいてしまった - SUPER BEAVER - Fear, and Loathing in Las Vegas - マカロニえんぴつ | - King Gnu - KEYTALK - スキマスイッチ - sumik - フジファブリック                                              | |
| バズリズム LIVE 2020 （2020年11月7日・8日）                | - THE YELLOW MONKEY | - さかいゆう - スキマスイッチ - Novelbright - FAITH - 山崎まさよし                                            | |
| バズリズム LIVE 2021 （2021年11月5日・6日・7日）           | - アイナ・ジ・エンド - UVERworld - Creepy Nuts | - Da-iCE - ちゃんみな - 超特急 - NiziU - BE：FIRST                                                            | - Saucy Dog - THE ORAL CIGARETTES - sumika - Vaundy - マカロニえんぴつ                             |
| バズリズム LIVE 2022 （2022年11月5日・6日）                | - sumika - Hump Back - マカロニえんぴつ - INI - WurtS | - THE ORAL CIGARETTES - go!go!vanillas - SUPER BEAVER - 東京スカパラダイスオーケストラ - UNISON SQUARE GARDEN | |
| バズリズム LIVE V 2023 （2023年7月29日） 池袋HUMAXシネマズ | SPECIAL GUEST - Creepy Nuts - フジファブリック - ラブライブ!蓮ノ空女学院スクールアイドルクラブ VTuber - 星街すいせい（ヘッドライナー） - ヰ世界情緒 - 大空スバル - カルロ・ピノ - SODA KIT - 電脳少女シロ - 七海うらら - Mori Calliope - ヤマト イオリ - 理芽 | | |
| バズリズム LIVE 2023 （2023年11月3日・4日・5日）           | - THE RAMPAGE - Novel Core - MAZZEL - M!LK - ONE N' ONLY - XY（オープニングアクト） | - ano - 女王蜂 - ちゃんみな - NiziU - 乃木坂46 - UNLAME（オープニングアクト）                                 | - SUPER BEAVER - sumika - Chilli Beans. - BE:FIRST - 龍宮城 - ブランデー戦記（オープニングアクト） |

## ネット局
| 放送対象地域   | 放送局                    | 系列                                         | 放送日時                      | ネット状況                  | 備考            |
| -------------- | ------------------------- | -------------------------------------------- | ----------------------------- | --------------------------- | --------------- |
| 関東広域圏     | 日本テレビ（NTV）         | 日本テレビ系列                               | 土曜 0:59 - 1:59 （金曜深夜） | 制作局                      | 制作局          |
| 宮城県         | ミヤギテレビ（MMT）       | 日本テレビ系列                               | 土曜 0:59 - 1:59 （金曜深夜） | 同時フルネット              | [ 注 3 ]        |
| 秋田県         | 秋田放送（ABS）           | 日本テレビ系列                               | 土曜 0:59 - 1:59 （金曜深夜） | 同時フルネット              |                 |
| 山形県         | 山形放送（YBC）           | 日本テレビ系列                               | 土曜 0:59 - 1:59 （金曜深夜） | 同時フルネット              | [ 注 4 ]        |
| 山梨県         | 山梨放送（YBS）           | 日本テレビ系列                               | 土曜 0:59 - 1:59 （金曜深夜） | 同時フルネット              |                 |
| 新潟県         | テレビ新潟（TeNY）        | 日本テレビ系列                               | 土曜 0:59 - 1:59 （金曜深夜） | 同時フルネット              |                 |
| 長野県         | テレビ信州（TSB）         | 日本テレビ系列                               | 土曜 0:59 - 1:59 （金曜深夜） | 同時フルネット              |                 |
| 静岡県         | 静岡第一テレビ（SDT）     | 日本テレビ系列                               | 土曜 0:59 - 1:59 （金曜深夜） | 同時フルネット              |                 |
| 富山県         | 北日本放送（KNB）         | 日本テレビ系列                               | 土曜 0:59 - 1:59 （金曜深夜） | 同時フルネット              |                 |
| 石川県         | テレビ金沢（KTK）         | 日本テレビ系列                               | 土曜 0:59 - 1:59 （金曜深夜） | 同時フルネット              |                 |
| 福井県         | 福井放送（FBC）           | 日本テレビ系列                               | 土曜 0:59 - 1:59 （金曜深夜） | 同時フルネット              | [ 注 6 ]        |
| 鳥取県・島根県 | 日本海テレビ（NKT）       | 日本テレビ系列                               | 土曜 0:59 - 1:59 （金曜深夜） | 同時フルネット              |                 |
| 広島県         | 広島テレビ（HTV）         | 日本テレビ系列                               | 土曜 0:59 - 1:59 （金曜深夜） | 同時フルネット              |                 |
| 山口県         | 山口放送（KRY）           | 日本テレビ系列                               | 土曜 0:59 - 1:59 （金曜深夜） | 同時フルネット              |                 |
| 徳島県         | 四国放送（JRT）           | 日本テレビ系列                               | 土曜 0:59 - 1:59 （金曜深夜） | 同時フルネット              | [ 注 7 ]        |
| 香川県・岡山県 | 西日本放送（RNC）         | 日本テレビ系列                               | 土曜 0:59 - 1:59 （金曜深夜） | 同時フルネット              |                 |
| 愛媛県         | 南海放送（RNB）           | 日本テレビ系列                               | 土曜 0:59 - 1:59 （金曜深夜） | 同時フルネット              | [ 注 8 ]        |
| 高知県         | 高知放送（RKC）           | 日本テレビ系列                               | 土曜 0:59 - 1:59 （金曜深夜） | 同時フルネット              | [ 注 9 ]        |
| 長崎県         | 長崎国際テレビ（NIB）     | 日本テレビ系列                               | 土曜 0:59 - 1:59 （金曜深夜） | 同時フルネット              |                 |
| 鹿児島県       | 鹿児島読売テレビ（KYT）   | 日本テレビ系列                               | 土曜 0:59 - 1:59 （金曜深夜） | 同時フルネット              | [ 注 10 ]       |
| 北海道         | 札幌テレビ（STV）         | 日本テレビ系列                               | 土曜 0:59 - 1:56 （金曜深夜） | 同時ネット （1:56飛び降り） |                 |
| 青森県         | 青森放送（RAB）           | 日本テレビ系列                               | 土曜 0:59 - 1:56 （金曜深夜） | 同時ネット （1:56飛び降り） |                 |
| 岩手県         | テレビ岩手（TVI）         | 日本テレビ系列                               | 土曜 0:59 - 1:56 （金曜深夜） | 同時ネット （1:56飛び降り） | [ 注 11 ] [ 8 ] |
| 福島県         | 福島中央テレビ（FCT）     | 日本テレビ系列                               | 土曜 0:59 - 1:56 （金曜深夜） | 同時ネット （1:56飛び降り） |                 |
| 福岡県         | 福岡放送（FBS）           | 日本テレビ系列                               | 土曜 0:59 - 1:56 （金曜深夜） | 同時ネット （1:56飛び降り） |                 |
| 熊本県         | くまもと県民テレビ（KKT） | 日本テレビ系列                               | 土曜 0:59 - 1:56 （金曜深夜） | 同時ネット （1:56飛び降り） |                 |
| 宮崎県         | テレビ宮崎（UMK）         | フジテレビ系列 日本テレビ系列 テレビ朝日系列 | 土曜 0:59 - 1:56 （金曜深夜） | 同時ネット （1:56飛び降り） |                 |
| 中京広域圏     | 中京テレビ（CTV）         | 日本テレビ系列                               | 金曜 1:04 - 2:04 （木曜深夜） | 遅れネット                  | [ 注 12 ]       |
| 近畿広域圏     | 読売テレビ（ytv）         | 日本テレビ系列                               | 金曜 2:29 - 3:29 （木曜深夜） | 遅れネット                  |                 |

マギーのMC時代は「今夜のおやすみパジャマギー〜〜私服でお帰リズム〜〜お夜食ペロリズム」と言うコーナーがあり、ネット局により放送の有無が異なった。

## 関連番組
- 日本テレビ金曜23時の音楽番組
  - FAN（1995年4月14日 - 1998年9月25日）
  - FUN（1998年10月9日 - 2004年3月26日）
  - アリゾナの魔法（2004年4月9日 - 2005年3月25日）
  - MUSIC BLOOD（2021年4月2日 - 2022年9月30日）
- 日本テレビ土曜未明（金曜深夜）の音楽番組
  - 音楽戦士 MUSIC FIGHTER（2004年10月9日 - 2010年3月27日）
  - ハッピーMusic（2010年4月3日 - 2013年3月30日）
  - ミュージックドラゴン（2013年4月6日 - 2015年3月28日）